# Super Mario Bros. Wonder
Super Mario Bros. Wonder (スーパーマリオブラザーズ ワンダー, Sūpā Mario Burazāzu Wandā) é um jogo eletrônico de plataforma desenvolvido e publicado pela Nintendo. Foi lançado para o Nintendo Switch em 20 de outubro de 2023, sendo o primeiro jogo de rolagem lateral da série Super Mario desde New Super Mario Bros. U (2012). O jogador controla Mario, Luigi e seus amigos enquanto eles tentam deter o vilão Bowser, que planeja assumir uma nova terra conhecida como o Reino Flor depois de usar a mágica Flor Fenomenal para se fundir com o castelo do reino. 
O desenvolvimento de Super Mario Bros Wonder começou em 2019, com o diretor Shiro Mouri se inspirando nos jogos anteriores e o produtor Takashi Tezuka buscando reinventar a experiência 2D de Mario e introduzir um novo local.
O jogo vendeu 4,3 milhões de unidades em suas duas primeiras semanas de lançamento, tornando-se o jogo da série Super Mario de venda mais rápida. Ele recebeu aclamação da crítica e foi indicado para vários prêmios, incluindo na categoria Jogo do Ano na Golden Joystick Award e The Game Awards.

## Jogabilidade
Super Mario Bros. Wonder é um jogo eletrônico de rolagem lateral. Como cada um dos seis personagens do jogador - Mario, Luigi, Princesa Peach, Princesa Daisy, Toad e Yoshi - o jogador completa os níveis no Reino das Flores com a ajuda de seus habitantes parecidos com flores. Semelhante aos jogos Super Mario anteriores, os jogadores guiam seu personagem até o fim de um nível, evitando os inimigos (como Goombas e Piranha Plants) e transportando-se através de Warp Pipes. Cada estágio contém várias Wonder Seeds colecionáveis.
Novos potenciadores incluem uma fruta que transforma o jogador em um elefante, uma flor que permite o jogador criar bolhas que capturam os inimigos, um cogumelo que dá ao jogador um chapéu de broca, e a Wonder Flower que desencadeia efeitos bizarros, como canos ganhando vida, hordas de inimigos surgindo e alteração da aparência dos personagens.
Um novo recurso permite que os jogadores equipem emblemas, que são desbloqueados ao longo do jogo e oferecem diversas vantagens. Eles são divididos em três tipos diferentes: Action Badges, que concedem ao personagem do jogador uma habilidade adicional, Boost Badges, que dão ao personagem do jogador uma habilidade passiva adicional, e Expert Badges, que concedem ao personagem do jogador uma habilidade avançada.
O jogo suporta multijogador local para até quatro jogadores. Ele também oferece suporte a algumas funcionalidades multijogador online.

## Desenvolvimento e lançamento
O veterano produtor e desenvolvedor Takashi Tezuka retorna como produtor em Wonder. Shiro Mouri, que anteriormente dirigiu Super Mario Bros. U Deluxe, retorna como diretor. Wonder começou a ser desenvolvido em 2019 após o lançamento de Deluxe, sem prazo para produzir um protótipo, o que resultou em tempo extra para a equipe desenvolver ideias de jogabilidade.
Durante o planejamento inicial, Mouri desejava recriar a sensação de "segredos e mistérios" que estava presente no Super Mario Bros. original para um público moderno. O foco foi colocado na atualização da ideial tradicional de transportar Mario para diferentes áreas da fase usando canos, vinhas ou outros meios. Tezuka sugeriu mudar a localização física atual, e a Wonder Flower, que altera drasticamente a fase atual, surgiu. Para que todas as fases do jogo implementem este item de forma exclusiva, até 2.000 ideias para os efeitos Wonder foram solicitadas pela equipe de desenvolvimento. Os mais viáveis foram implementados no jogo final.
Super Mario Bros. Wonder foi anunciado durante uma edição da Nintendo Direct no dia 21 de junho de 2023 e lançado em 20 de outubro de 2023 para o Nintendo Switch. É o primeiro jogo de rolagem lateral 2D tradicional da série Super Mario desde New Super Mario Bros. U (2012). Wonder é o primeiro jogo a apresentar Kevin Afghani como voz de Mario e Luigi, após o anúncio da saída de Charles Martinet dos papéis em agosto de 2023.

## Recepção

### Recepção comercial
O jogo vendeu 4.3 milhões de unidades em suas duas primeiras semanas e se tornou o jogo da série Super Mario com venda mais rápida. Em 31 de março de 2025, foi revelado que Wonder já havia vendido 16,03 milhões de unidades.

### Recepção crítica
Super Mario Bros. Wonder recebeu "aclamação universal" de acordo com o agregador de resenhas Metacritic. Os críticos elogiaram a jogabilidade, destacando as inovações criativas e variedade trazidas para ele. O'Reilly do site Nintendo Life escreveu que o jogo é "o melhor jogo 2D Mario desde Super Mario World" e "o mais liso, nítido e inteligente Mario bidimensional desde 1991".